# 高學濂
高學濂（？年—1788年），字師洛。江西省南昌府新建縣（今屬南昌市）人，清朝政治人物。

## 生平
乾隆二十七年（1762年）壬午科江西鄉試舉人。
乾隆四十年（1775年）乙未科第三甲第三十六名同進士出身。
五十一年（1786年），十二月，補授陝西興安直隸州洵陽縣知縣。
五十三年（1788年）卒於任上。